# Сидервил (Арканзас)
Сидервил (енгл. Cedarville) град је у америчкој савезној држави Арканзас.

## Демографија
По попису из 2010. године број становника је 1.394, што је 261 (23,0%) становника више него 2000. године.
| Група             | 2000.         | 2010.         |
| Белци             | 1.063 (93,8%) | 1.269 (91,0%) |
| Афроамериканци    | 2 (0,2%)      | 6 (0,4%)      |
| Азијати           | 3 (0,3%)      | 3 (0,2%)      |
| Хиспаноамериканци | 11 (1,0%)     | 21 (1,5%)     |
| Укупно            | 1.133         | 1.394         |